# Dicranota fascipennis
Dicranota fascipennis är en tvåvingeart som först beskrevs av Enrico Adelelmo Brunetti 1911.  Dicranota fascipennis ingår i släktet Dicranota och familjen hårögonharkrankar. Inga underarter finns listade i Catalogue of Life.